# Trofeu Catalunya Internacional 2016
El Trofeu Catalunya Internacional 2016 va enfrontar selecció catalana de futbol contra la selecció de Tunísia el 28 de desembre de 2016 a l'estadi de Montilivi de Girona. Tunísia es va endur el trofeu, a la tanda de penals, després que el partit acabés en empat a 3.

## Rerefons
Els dos equips s'havien enfrontat prèviament una vegada durant l'edició del 2011 a l'Estadi Olímpic Lluís Companys de Barcelona. El partit havia acabat amb un empat a 0. Malgrat l'empat, la selecció catalana va cedir el trofeu a Tunísia en una clara demostració de joc net.

## Partit
A la primera part, Tunísia va sortir molt més revolucionada que Catalunya i en pocs minuts es va posar per davant al marcador gràcies a dos gols en dotze minuts del mateix jugador, Youssef Msakni, que va fer patir amb valentia la parella de centrals, Andreu Fontàs i Sergi Gómez, i es van anticipar dues vegades per fer el 0−2. Catalunya, sota la batuta de Xavi Hernández, va reaccionar i un pas endavant va resultar en el gol de Gerard Moreno, amb un fort xut amb l'esquerra des de la frontal de l'àrea.
Lluny de perdre continuïtat, la roda de canvis després del descans ha fet que el partit guanyés dinamisme. Xavi va rebre una de les ovacions més grans de la nit quan Gerard i Sergio el van substituir a la segona part per Oriol Riera. El futbolista del Girona Pere Pons, que va jugar els segons 45 minuts, també ha estat molt aclamat per Montilivi. En una altra ocasió Msakni, amb una canonada des de la frontal imparable per a Edgar Badia, va posar dos gols per davant a Tunísia i va obligar Catalunya a remar de nou contra corrent.
La selecció, però, va oferir un tram final de partit espectacular i amb una gran reacció. Va tornar a entrar al partit amb el 2−3, fet per Gerard Valentín i signat per Sergio García. El gol va donar encara més espurna a Catalunya, que no va trigar a fer el 3−3, obra de Verdú després d'una gran centrada, també des de la dreta, d'Álvaro Vázquez. En els darrers minuts, la selecció ha buscat el 4−3 amb insistència, però no l'ha trobat tot i tenir algunes arribades molt interessants. També va tenir el 3−4 de Tunísia en l'últim alè.

## Fitxa tècnica
| Catalunya                                                  | 3 - 3           | Tunísia                                                                          |
| ---------------------------------------------------------- | --------------- | -------------------------------------------------------------------------------- |
| Gerard Moreno 34' · Sergio García 68' · Joan Verdú 78'     | Mundo Deportivo | 17' Youssef Msakni · 29' Youssef Msakni · 66' Youssef Msakni                     |
| Tanda de penals                                            |                 |                                                                                  |
| Joan Verdú · Víctor Álvarez · Álvaro Vázquez · Oriol Riera | 2 – 4           | Ferjani Sassi · Chamseddine Dhaouedi · Saad Bguir · Larry Azouni · Saber Khelifa |

| Catalunya | Tunísia |

| CATALUNYA:                    |  |                     |     |     |
|                               |  |                     |     |     |
| PO                            |  | Jordi Masip         |     | 45' |
| DF                            |  | Pol Lirola          |     | 45' |
| DF                            |  | Sergi Gómez         |     | 73' |
| DF                            |  | Andreu Fontàs       |     | 46' |
| DF                            |  | Aarón Martín        |     | 46' |
| MC                            |  | Sergi Roberto       |     | 46' |
| CC                            |  | Marc Roca           |     | 46' |
| CC                            |  | Xavi Hernández (c)  |     | 75' |
| DV                            |  | Gerard Moreno       |     | 46' |
| DV                            |  | Sergio García       | 89' | 46' |
| DV                            |  | Víctor Rodríguez    |     | 46' |
| Banqueta:                     |  |                     |     |     |
| PO                            |  | Èdgar Badia         |     | 45' |
| DF                            |  | Gerard Valentín     |     | 46' |
| DF                            |  | Marc Crosas         |     | 73' |
| DF                            |  | Alberto de la Bella |     | 46' |
| DF                            |  | Víctor Álvarez      |     | 46' |
| MC                            |  | Pere Pons           |     | 46' |
| CC                            |  | Sergi Samper        |     | 46' |
| CC                            |  | Joan Verdú          |     | 46' |
| DV                            |  | Álvaro Vázquez      |     | 46' |
| DV                            |  | Oriol Riera         |     | 75' |
| Seleccionadors:               |  |                     |     |     |
| Gerard López, Sergio González |  |                     |     |     |

| TUNÍSIA:          |  |                        |     |     |
|                   |  |                        |     |     |
| PO                |  | Aymen Mathlouthi (c)   |     | 45' |
| DF                |  | Hamza Mathlouthi       |     | 79' |
| DF                |  | Syam Ben Youssef       |     |     |
| DF                |  | Zied Boughattas        |     |     |
| DF                |  | Oussama Haddadi        |     |     |
| DF                |  | Chamseddine Dhaouadi   |     |     |
| CC                |  | Hamza Lahmar           |     | 45' |
| CC                |  | Naïm Sliti             |     | 45' |
| CC                |  | Larry Azouni           |     |     |
| DV                |  | Taha Yassine Khenissi  |     | 45' |
| DV                |  | Youssef Msakni         |     | 72' |
| Banqueta:         |  |                        |     |     |
| PO                |  | Rami Jridi             |     | 45' |
| DF                |  | Hamdi Nagguez          |     | 79' |
| CC                |  | Saad Bguir             |     | 45' |
| CC                |  | Ferjani Sassi          |     | 45' |
| CC                |  | Mohamed Amine Ben Amor | 89' | 72' |
| DV                |  | Saber Khalifa          |     | 45' |
| Seleccionador:    |  |                        |     |     |
| Henryk Kasperczak |  |                        |     |     |